# Domaine de Mégrine
Le domaine de Mégrine est une ancienne exploitation agricole située à Mégrine en Tunisie.

## Localisation

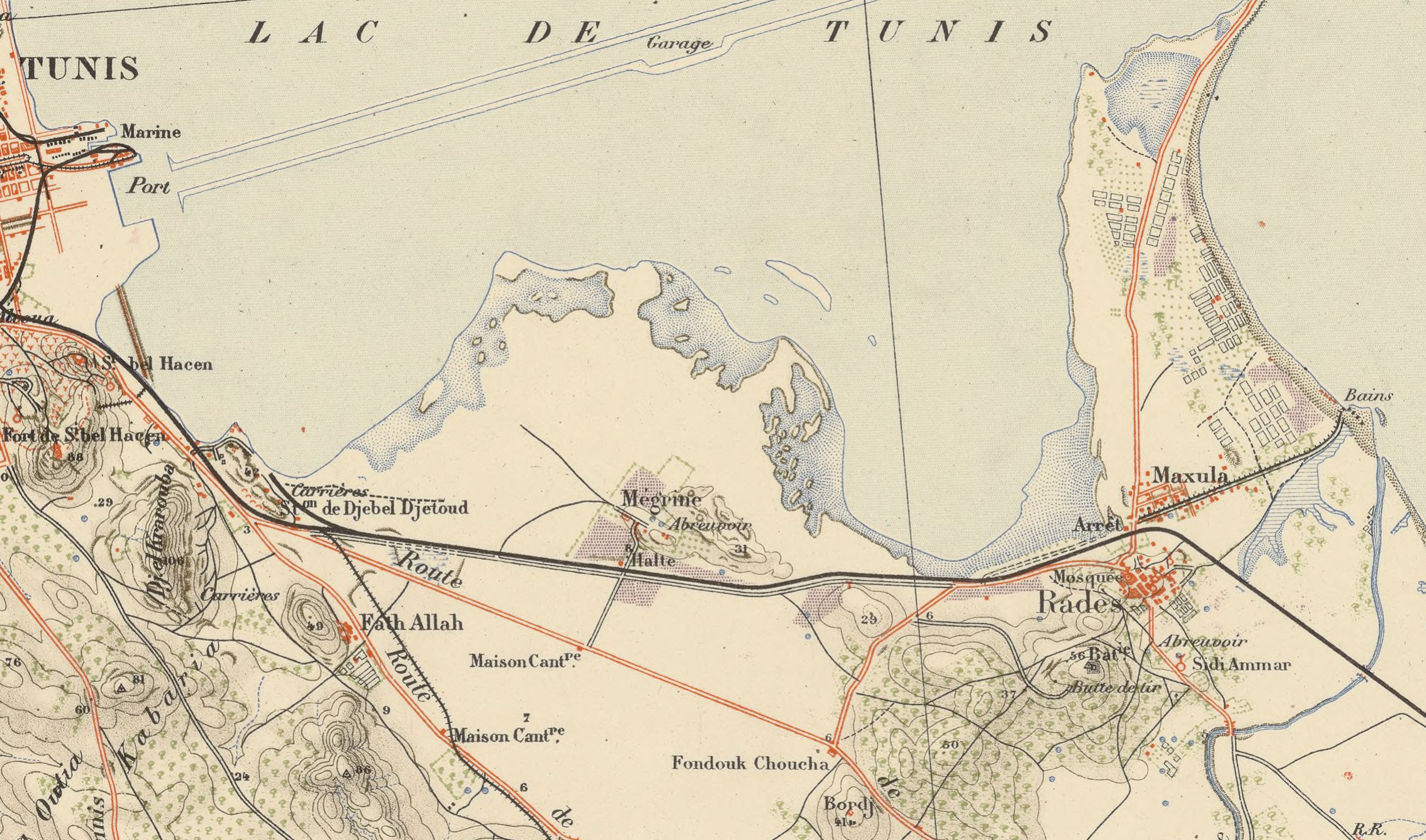
Situation du domaine de Mégrine en 1898.

Le domaine correspondait à l'actuel périmètre de la municipalité de Mégrine située dans le gouvernorat de Ben Arous, au sud de Tunis.

## Histoire
À la fin du XIXe siècle, Mégrine est l'une des cinq propriétés qui s'étalent sur une vaste plaine et des coteaux au sud de Tunis. Elles relèvent de la fondation des habous au profit de la mosquée Zitouna et des zaouïas des saints Sidi Bou Saïd, Sidi Matraf et Sidi Bou Yahia Erradsi.
Le premier habitant connu du domaine est Lorenzo Mintuf dit Mifsud (26 mai 1815, Il-Birgu-14 septembre 1870, Mégrine), un Maltais immigré en Tunisie en 1830.
À sa mort, son fils aîné Giuseppe (Joseph) Mifsud (21 janvier 1844, Tunis-?) hérite de la propriété qu'il vend en 1886, après l'instauration du protectorat français de Tunisie, à Adolphe Bontoux (18 février 1821, Lyon-?) et à son beau-frère Arthur Brölemann, (6 octobre 1826, Lyon-23 février 1904, Lyon),.
La compagnie nouvellement constituée acquiert progressivement toutes ces propriétés et constitue un domaine d'un seul tenant s'étendant de Radès à Djebel Jelloud.
Dès 1898, Brölemann se désengage de la société, le domaine passant en majorité aux mains de la famille Bontoux (avec son fils Maurice Bontoux et son gendre Étienne Mallet, descendant de Guillaume Mallet, baron de Chalmassy et de Christophe-Philippe Oberkampf). Les autres propriétaires du domaine viticole et agricole de 800 hectares sont le comte Fernand Foy (23 février 1847, Paris-26 août 1927, Compiègne),, le comte Olivier Le Bault de La Morinière de La Rochecantin (18 février 1851, Freigné-13 mai 1915, Suisse) et le baron Stanislas Benoist-Méchin (6 avril 1854, Chinon-6 mai 1923, Paris).
En 1901, le comte Foy devient l'actionnaire majoritaire et le mandataire du domaine. Il assure la continuité de l'exploitation jusqu'en 1924.
Le domaine est vendu à l'état en 1925 et loti, donnant progressivement naissance à la municipalité de Mégrine.

## Production
Les principales activités du domaine sont la viticulture, l’élevage d'ovins, la culture céréalière et d’amandiers,,.

## Bâtiments
Les principaux bâtiments du domaine sont :
- le château de Mégrine : palais de style arabo-andalou et qui a subi plusieurs modifications jusqu'au milieu du XXe siècle grâce aux interventions du comte Foy ;
- les caves de Mégrine abritant des caves souterraines ;
- Sidi El Hendali : petite construction carrée surplombée d'une coupole ;
- la Koubba : véranda construite sur le point culminant de Mégrine surplombant ainsi tout le domaine, détruite dans les années 1980 ;
- le parc Monceau : constituait le parc du château de Mégrine, loti dans les années 1930 (lots de jardins) ;
- la halte de Mégrine.

## Événements
Le domaine de Mégrine accueille le congrès de motoculture de Tunis du 14 au 24 mars 1921.